# Elab
Elab (Chelab) es un pueblo en el estado de Ngaraard, al norte de los pueblos de Ngebuked y Ulimang, en la República de Palaos. Es donde se ubica la única secundaria privada protestantes de Ngaraard, llamada High School Bethania en Ngesang, una pequeña porción del pueblo de Elab. En Ngesang, hay además una iglesia católica y una playa hermosa, blanca y sombría, con afloramientos de roca.
En el otro lado de los afloramientos, hay una larga playa que va hasta la frontera entre Choll y Elab. En Elab, se encuentra la más larga trayectoria ininterrumpida de piedra antigua en Ngaraard. Conecta la costa oriental de Elab con la costa occidental de Ngebuked.